# Rosenborg - Christian 4. og 'Det store hus i Haven'
Rosenborg - Christian 4. og 'Det store hus i Haven' er en dansk dokumentarfilm fra 2007 instrueret af Nils Vest efter eget manuskript.

## Handling
Christian 4.s lystslot Rosenborg rummer enestående minder om en af Danmarkshistories farverigeste konger. Med udgangspunkt i dette private "store hus i haven", som han også kaldte det, fremlægges et livsforløb, der må interessere alle med sans for dramatiske personhistorier. Han begyndte som Nordeuropas rigeste fyrste og endte nærmest ruineret, med tab af både landsdele, børn og hans livs store og ulykkelige kærlighed, Kirsten Munk. Der fortælles også om hans store musikinteresse, og om mange af de andre bygninger han lod opføre og som i dag stadig vækker vores beundring.

## Medvirkende
- Peder Bundgaard, Christian 4.
- Klaus Haase, Skriver
- Felicia Fog, Kirsten Munk